# Bicorn
El bicorn, o capell de dues puntes, és un tipus de barret rígid de feltre negre, d'ús masculí (civil i militar), molt habitual entre finals del segle xviii i les dues primeres dècades del segle xix.

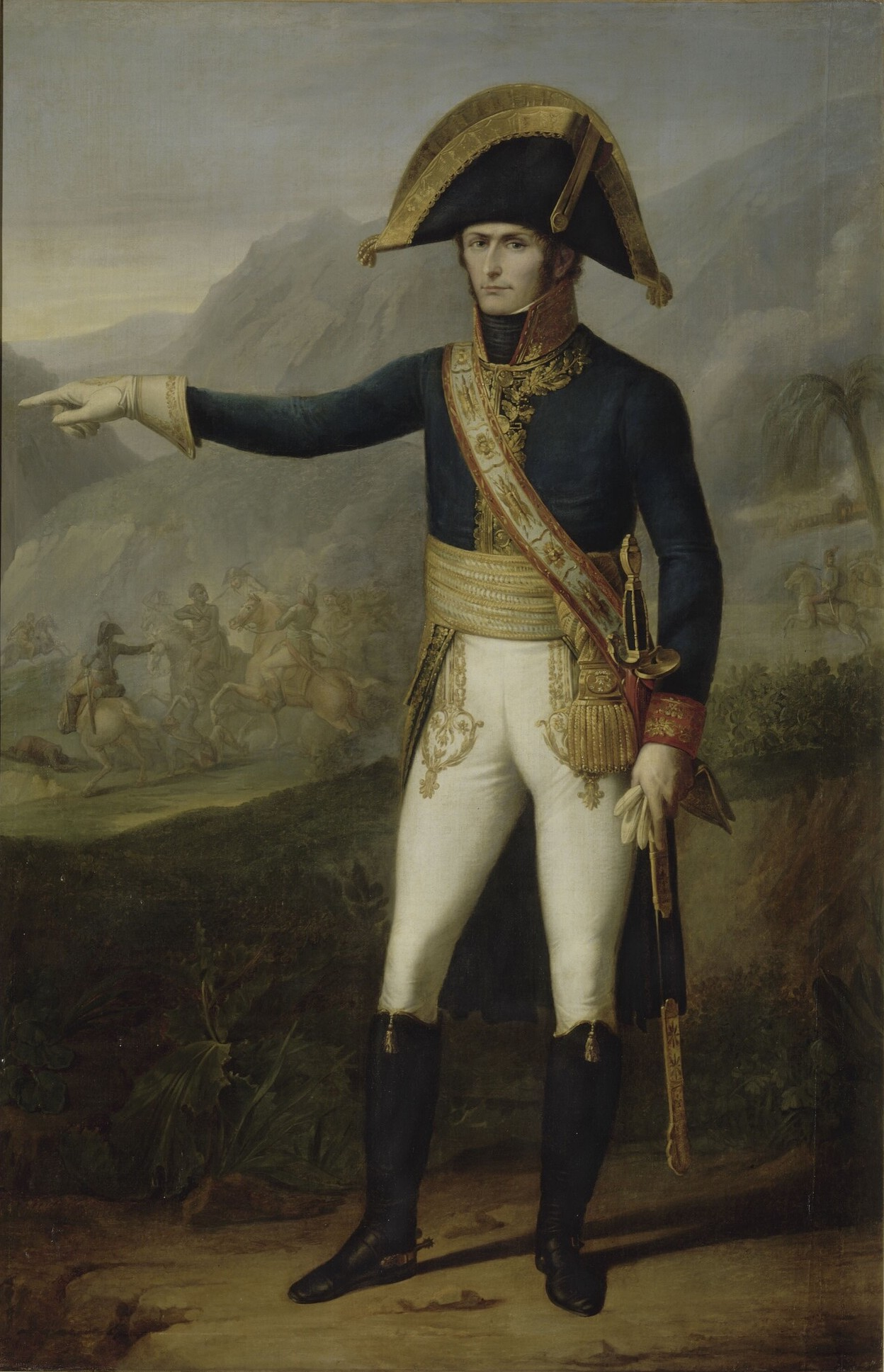
El general Charles-Emmanuel Leclerc (1772-1802) amb bicorn

## Història
El bicorn sorgí com a simplificació del tricorn. Cap al 1790 era la lligadura masculina més habitual entre els civils, amb tendència a substituir el tricorn. Pels volts del 1800 comença a patir la competència del barret de copa alta, en ascens amb el prestigi de la moda masculina anglesa. Cap al 1830 pràcticament havia desaparegut de la indumentària civil, substituït pel barret de copa, altres tipus de barrets i diversa mena de gorres.
En l'ús militar, el bicorn s'implanta en la dècada de 1790 com a lligadura habitual per a tots els graus, en substitució del tricorn; el primer exèrcit a fer aquest pas fou el de la República Francesa. Pels volts del 1800 l'auge del xacó transforma el bicorn en lligadura exclusiva de l'oficialitat (d'ací que en la cultura popular el bicorn s'associï a la figura de Napoleó Bonaparte), bé que en campanya molts oficials ja usaven el xacó. Pels volts del 1830, l'ús militar del bicorn ja restava circumscrit pràcticament a l'uniforme de gala de l'oficialitat (o de generals i oficials superiors); entre l'oficialitat de l'Armada sembla haver resistit una mica més.
L'habitual era dur el bicorn amb les puntes cap als costats; però es considerava molt elegant dur-lo de través, és a dir, amb les puntes endavant i enrere (és el que s'anomena en colonne en francès, i fore-and-aft en anglès). La moda del bicorn travessat fou molt popular, per exemple, entre els oficials de l'Armada britànica.

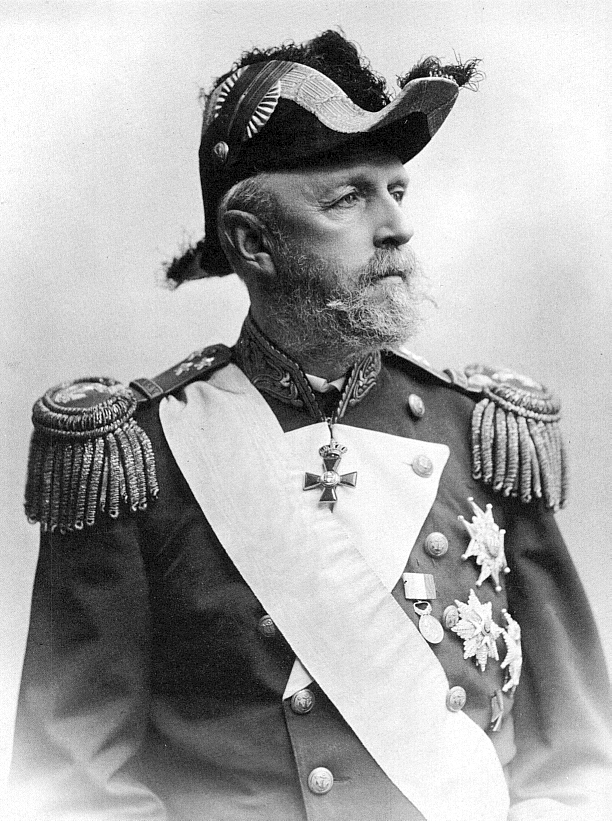
El rei Òscar II de Suècia (vers 1900) amb bicorn dut de través

El bicorn fou usat, encara, fins a la dècada de 1930 almenys, però tan sols en contextos molt cerimonials: uniforme de gala de l'alta oficialitat militar, sessions de gala d'acadèmies científiques estatals, cos diplomàtic en actes oficials, etc.
Com a excepció d'aquesta tendència general a l'obsolescència, el bicorn, en canvi, ha estat la lligadura habitual de l'arma dels carabinieri italians d'ençà de la fundació (Piemont-Sardenya, 1814); el bicorn de carabiniere, emplomallat, és reglamentari, encara avui, com a lligadura de l'uniforme de gala. El d'oficial s'anomena feluca (sinònim de bicorno); el de tropa, simplement cappello ('barret'), tot i que popularment es coneix com a lucerna ('lluerna').

A les festes populars de Menorca, un tipus de bicorn, anomenat guindola, forma part de la uniformitat dels caixers.

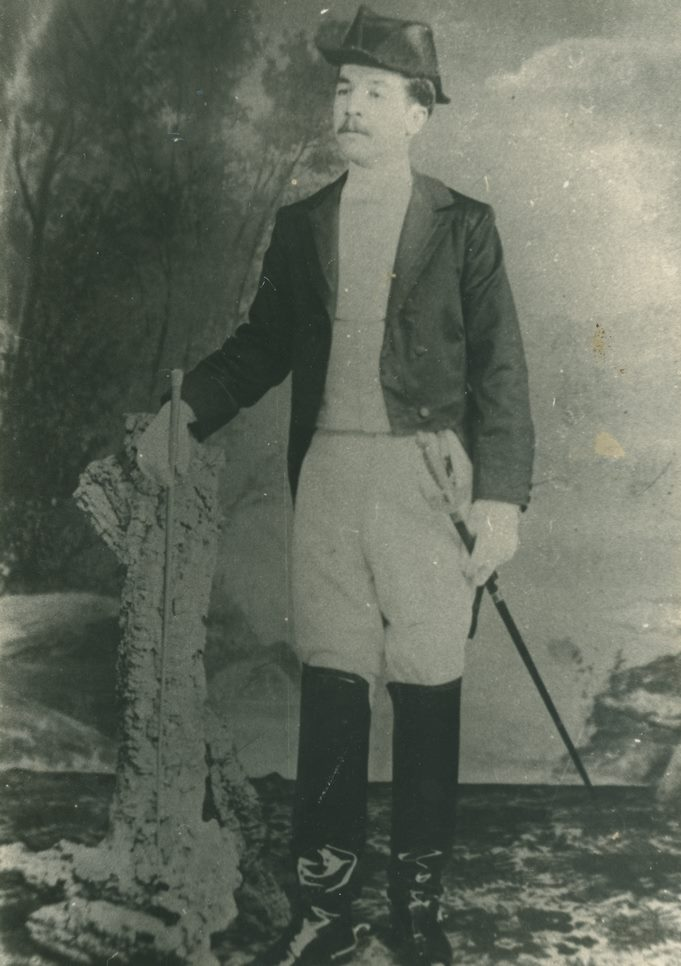
Festes de Sant Joan de Ciutadella de Menorca - Saulo Squella Bustos de Lara com a Caixer Senyor l'any 1912